# Стен Микита
Станіслав «Стен» Микита (словац. Stanislav Mikita; 20 травня 1940, Сокольче, Ліптов, Перша Словацька республіка — 7 серпня 2018) — канадський хокеїст словацького походження, центральний нападник. Його справжнє прізвище — Гуот (словац. Stanislav Guóth). У 1948 році Станіслав переїхав до канадської провінції Онтаріо. Там він взяв прізвище свого дядька — Микита.
Член зали слави хокею (1983). У «Списку 100 найкращих гравців НХЛ» займає загальне 17-те місце та шосте серед центральних нападників.

## Хокейна кар'єра
Три сезони провів у клубі «Сент-Катарінс Тепес» (англ. «St. Catharines Teepees»), який грав у юніорській хокейної лізі Онтаріо (англ. Ontario Hockey League). Свого часу за цю команду грали Боббі Галл та Філ Еспозіто.
У «Чикаго Блек Гокс» дебютував навесні 1959 року. У сезоні 1960/61 його команда у фінальній серії Кубка Стенлі переграла «Детройт Ред-Вінгс» із рахунком 4:2. У наступні роки чиказький клуб ще чотири рази здобував право грати у фіналі, але поступалися «Монреаль Канадієнс» (тричі) та «Торонто Мейпл-Ліфс».
В 1964 та 1965 роках набирає найбільше очок у регулярному чемпіонаті та здобув трофеї Арта Росса.
У перших семи сезонах у Національній хокейній лізі в середньому набирав понад 100 штрафних хвилин. Ситуація кардинально змінилася в 1966/67 — всього 12 хвилин, а результативність залишилася на колишньому рівні. І, як наслідок, здобуто нагороди Арта Росса, Гарта та Леді Бінг. Він став першим хокеїстом НХЛ, який отримав ці три трофея за один сезон. У наступному чемпіонаті 14 хвилин штрафу та знову володар трьох особистих нагород ліги.
Провів дев'ять матчів у складі «Всіх зірок НХЛ». За результатами сезонів його п'ять разів обирали до першого складу символічної збірної «Всіх зірок НХЛ», двічі — до другого.
У складі національної збірної провів два матчі у суперсерії 1972 року СРСР — Канада
Стен Микита був одним з перших гравців НХЛ, які почали використовувати шолом та загнуту клюшку.
В 1976 році за значний внесок у хокейну справу був нагороджений трофеєм Лестера Патріка. З 1983 року член зали слави хокею в Торонто, а з 2002 — зали слави словацького хокею. У 2005 році нагороджений орденом Подвійного білого хреста 2 класу. З 21 жовтня 1980 року № 21, під яким виступав Стен Микита, клуб «Чикаго Блекгокс» не використовує.

## Нагороди та досягнення
- Володар Кубка Стенлі (1): 1961
- Фіналіст Кубка Стенлі (4): 1962, 1965, 1971, 1973
- Володар приза Харта (2): 1967, 1968
- Володар трофею Арта Росса (4): 1964, 1965, 1967, 1968
- Володар трофею Леді Бінг (2): 1967, 1968
- Володар нагороди Лестера Патріка (1): 1976
- Гравець першого складу збірної «Всіх зірок НХЛ» (5): 1962, 1963, 1966, 1967, 1968
- Гравець другого складу збірної «Всіх зірок НХЛ» (2): 1965, 1970
- Учасник матчів «Всіх зірок НХЛ» (9): 1964, 1967—1969, 1971—1975
- Член зали слави хокею: 1983
- Член зали слави словацького хокею: 2002

## Статистика
| Сезон        | Клуб                  | Ліга         | Регулярний сезон | Регулярний сезон | Регулярний сезон | Регулярний сезон | Регулярний сезон | Плей-оф | Плей-оф | Плей-оф | Плей-оф | Плей-оф |
| Сезон        | Клуб                  | Ліга         | І                | Г                | П                | О                | ШХ               | І       | Г       | П       | О       | ШХ      |
| ------------ | --------------------- | ------------ | ---------------- | ---------------- | ---------------- | ---------------- | ---------------- | ------- | ------- | ------- | ------- | ------- |
| 1956/57      | «Сент-Катарінс Тепес» | ОХА          | 52               | 16               | 31               | 47               | 129              | 14      | 8       | 9       | 17      | 44      |
| 1957/58      | «Сент-Катарінс Тепес» | ОХА          | 52               | 31               | 47               | 78               | 146              | 8       | 4       | 5       | 9       | 46      |
| 1958/59      | «Сент-Катарінс Тепес» | ОХА          | 45               | 38               | 59               | 97               | 197              | –       | –       | –       | –       | –       |
| 1958/59      | «Чикаго Блек Гокс»    | НХЛ          | 3                | 0                | 1                | 1                | 4                | –       | –       | –       | –       | –       |
| 1959/60      | «Чикаго Блек Гокс»    | НХЛ          | 67               | 8                | 18               | 26               | 119              | 3       | 0       | 1       | 1       | 2       |
| 1960/61      | «Чикаго Блек Гокс»    | НХЛ          | 66               | 19               | 34               | 53               | 100              | 12      | 6       | 5       | 11      | 21      |
| 1961/62      | «Чикаго Блек Гокс»    | НХЛ          | 70               | 25               | 52               | 77               | 97               | 12      | 6       | 15      | 21      | 19      |
| 1962/63      | «Чикаго Блек Гокс»    | НХЛ          | 65               | 31               | 45               | 76               | 69               | 6       | 3       | 2       | 5       | 2       |
| 1963/64      | «Чикаго Блек Гокс»    | НХЛ          | 70               | 39               | 50               | 89               | 146              | 7       | 3       | 6       | 9       | 8       |
| 1964/65      | «Чикаго Блек Гокс»    | НХЛ          | 70               | 28               | 59               | 87               | 154              | 14      | 3       | 7       | 10      | 53      |
| 1965/66      | «Чикаго Блек Гокс»    | НХЛ          | 68               | 30               | 48               | 78               | 58               | 6       | 1       | 2       | 3       | 2       |
| 1966/67      | «Чикаго Блек Гокс»    | НХЛ          | 70               | 35               | 62               | 97               | 12               | 6       | 2       | 2       | 4       | 2       |
| 1967/68      | «Чикаго Блек Гокс»    | НХЛ          | 72               | 40               | 47               | 87               | 14               | 11      | 5       | 7       | 12      | 6       |
| 1968/69      | «Чикаго Блек Гокс»    | НХЛ          | 74               | 30               | 67               | 97               | 52               | –       | –       | –       | –       | –       |
| 1969/70      | «Чикаго Блек Гокс»    | НХЛ          | 76               | 39               | 47               | 86               | 50               | 8       | 4       | 6       | 10      | 2       |
| 1970/71      | «Чикаго Блек Гокс»    | НХЛ          | 74               | 24               | 48               | 72               | 85               | 18      | 5       | 13      | 18      | 16      |
| 1971/72      | «Чикаго Блек Гокс»    | НХЛ          | 74               | 26               | 39               | 65               | 46               | 8       | 3       | 1       | 4       | 4       |
| 1972/73      | «Чикаго Блек Гокс»    | НХЛ          | 57               | 27               | 56               | 83               | 32               | 15      | 7       | 13      | 20      | 8       |
| 1973/74      | «Чикаго Блек Гокс»    | НХЛ          | 76               | 30               | 50               | 80               | 46               | 11      | 5       | 6       | 11      | 8       |
| 1974/75      | «Чикаго Блек Гокс»    | НХЛ          | 79               | 36               | 50               | 86               | 48               | 8       | 3       | 4       | 7       | 12      |
| 1975/76      | «Чикаго Блек Гокс»    | НХЛ          | 48               | 16               | 41               | 57               | 37               | 4       | 0       | 0       | 0       | 4       |
| 1976/77      | «Чикаго Блек Гокс»    | НХЛ          | 57               | 19               | 30               | 49               | 20               | 2       | 0       | 1       | 1       | 0       |
| 1977/78      | «Чикаго Блек Гокс»    | НХЛ          | 76               | 18               | 41               | 59               | 35               | 4       | 3       | 0       | 3       | 0       |
| 1978/79      | «Чикаго Блек Гокс»    | НХЛ          | 65               | 19               | 36               | 55               | 34               | –       | –       | –       | –       | –       |
| 1979/80      | «Чикаго Блек Гокс»    | НХЛ          | 17               | 2                | 5                | 7                | 12               | –       | –       | –       | –       | –       |
| Всього в ОХА | Всього в ОХА          | Всього в ОХА | 149              | 85               | 137              | 222              | 472              | 22      | 12      | 14      | 26      | 90      |
| Всього в НХЛ | Всього в НХЛ          | Всього в НХЛ | 1394             | 541              | 926              | 1467             | 1270             | 155     | 59      | 91      | 150     | 169     |